# Canale di Guardafui
Il canale di Guardafui (in somalo Marinka Gardafuul) è uno stretto oceanico al largo della punta del Corno d'Africa che si trova tra la regione del Puntland della Somalia e l'isola di Socotra, a ovest del Mar Arabico. Collega il golfo di Aden a nord con il mare somalo a sud. Il suo capo omonimo, capo Guardafui, è la punta estrema del Corno d'Africa. Tra i luoghi di notevole interesse vi è la laguna di Alula.

## Estensione
La sua larghezza è di circa 100 chilometri (62 mi) tra Ras Asir (Gardafuul) e Abd al Kari, di circa 240 chilometri (150 mi) tra Ras Asir e Socotra. Da essa prende il nome Gardafuul, una provincia della regione semiautonoma del Puntland. Nel suo senso più ristretto, il Marinka Gardafuul (canale di Guardafui) si riferisce allo stretto tra Puntland e Abd al Kuri.

## Nomi
Lo stretto oceanico ha molti nomi, tra i quali lo stretto di Ras Hafun, che prende il nome dal promontorio di Ras Hafun, vicino alla città di Foar, lo stretto di Ras Asir-Socotra, lo stretto di capo Guardafui, il canale di Guardafui-Socotra canale di Guardafui, il canale di capo Guardafui, lo stretto di Socotra, e il passaggio di Socotra.

## Storia
Lo stretto oceanico è stato considerato una trappola potenzialmente pericolosa sia durante i periodi di pace che di guerra.
Fu una regione altamente strategica durante la seconda guerra mondiale. A causa del suo possesso da parte di una potenza dell'Asse dell'epoca, l'Italia, gli Alleati tentarono di assicurarsi il passaggio attraverso lo stretto oceanico nell'operazione Chapter. Successivamente, gli Alleati decisero che per continuare a instradare le navi e i convogli indipendenti, era necessaria una copertura aerea.
Lo stretto oceanico è coinvolto anche dal passaggio di cicloni che emergono dal suo lato sud-orientale nel mare somalo.
C'è una disputa tra il governo somalo e lo Yemen sulla sovranità delle sue isole.

## Geografia
A nord-ovest si collega con il golfo di Aden, a nord-est con il Mar Arabico e a sud con il mare somalo. Il canale comprende le isole di Abd al Kuri, Darsa e Samha. Le navi che attraversano lo stretto utilizzano il faro Francesco Crispi a capo Guardafui come ausilio alla navigazione. Sulla terraferma occidentale, sulla costa del Corno dell'Africa, si trovano le località della Alula, Ras Filuk, capo Guardafui, Bereda, Tohen e Bargal.

### Geologia
Il tratto settentrionale del canale di Guardafui si trova sul fondo oceanico del golfo di Aden dell'oligocene-miocene; qui le profondità dell'acqua raggiungono oltre 2500 m. Il canale di Guardafui e la catena di isole dell'arcipelago di Socotra si trovano sulla placca somala.